# 白金 (名古屋市)
白金（しらかね）は、愛知県名古屋市昭和区の地名。現行行政地名は白金一丁目から白金三丁目。住居表示実施済。

## 地理
名古屋市昭和区西部に位置する。東は御器所一丁目・村雲町・円上町、南は高辻町、北は鶴舞二丁目に接する。

## 歴史

### 町名の由来
御器所町の小字名「白金」による。精進川の氾濫により、当地は白い石が堆積したために一面が白く見えたことによるという。

### 行政区画の変遷
- 1931年（昭和6年）4月1日 - 中区御器所町の一部により、同区白金町が成立する[1]。
- 1937年（昭和12年）10月1日 - 昭和区成立に伴い、同区白金町となる[1]。
- 1972年（昭和47年）8月1日 - 以下の通り、昭和区白金一丁目から白金三丁目が成立する[1]。また、白金町は白金一丁目から同三丁目および福江二丁目に編入され消滅[1]。
  - 昭和区白金一丁目が、同区鎌田町・白金町・吸場町・東郊通・福江町の各一部により成立[1]。
  - 昭和区白金二丁目が、同区鎌田町・白金町・東郊通・福江町の各一部により成立[1]。
  - 昭和区白金三丁目が、鎌田町・白金町・高辻通・東郊通・福江町の各一部により成立[1]。

## 世帯数と人口
2019年（平成31年）1月1日現在の世帯数と人口は以下の通りである。
| 丁目       | 世帯数    | 人口    |
| ---------- | --------- | ------- |
| 白金一丁目 | 437世帯   | 759人   |
| 白金二丁目 | 284世帯   | 578人   |
| 白金三丁目 | 341世帯   | 707人   |
| 計         | 1,062世帯 | 2,044人 |

### 人口の変遷
国勢調査による人口および世帯数の推移。
| 1995年（平成7年）  | 874世帯 2187人  |  |
| 2000年（平成12年） | 879世帯 2096人  |  |
| 2005年（平成17年） | 898世帯 2031人  |  |
| 2010年（平成22年） | 1007世帯 2097人 |  |
| 2015年（平成27年） | 1039世帯 2159人 |  |

## 学区
市立小・中学校に通う場合、学校等は以下の通りとなる。また、公立高等学校に通う場合の学区は以下の通りとなる。
| 丁目       | 番・番地等 | 小学校               | 中学校               | 高等学校 |
| ---------- | ---------- | -------------------- | -------------------- | -------- |
| 白金一丁目 | 全域       | 名古屋市立白金小学校 | 名古屋市立円上中学校 | 尾張学区 |
| 白金二丁目 | 全域       | 名古屋市立白金小学校 | 名古屋市立円上中学校 | 尾張学区 |
| 白金三丁目 | 全域       | 名古屋市立白金小学校 | 名古屋市立円上中学校 | 尾張学区 |

## 施設
- 白金商店街[2]

### 白金一丁目
- 白金児童館[2]
- 白金保育園[2]
- 白金コミュニティセンター[2]
- 蒲郡信用金庫東郊通支店

1963年（昭和38年）9月4日、蒲郡信用金庫昭和支店として開業。1965年（昭和40年）6月28日、東郊通支店に改称。
- 蒲郡信用金庫東郊通支店

### 白金二丁目
- 名古屋市立白金小学校[2]
- 白金公園[2]
- 名古屋市営白金荘[2]

- 名古屋市立白金小学校

### 白金三丁目
- シャンピアポート
- 高辻公園[2]
- 高辻郵便局[2]
- トヨタL&F中部本社
- 木曽路本社

- シャンピアポート
- トヨタL&F中部本社
- 木曽路本社

## その他

### 日本郵便
- 郵便番号 : 466-0058[WEB 3]（集配局：昭和郵便局[WEB 13]）。

### WEB
1. ↑  “愛知県名古屋市昭和区の町丁・字一覧”.   人口統計ラボ. 2017年5月21日閲覧。
2. 1 2  “町・丁目(大字)別、年齢(10歳階級)別公簿人口(全市・区別)”.   名古屋市 (2019年1月23日). 2019年1月23日閲覧。
3. 1 2  “郵便番号”.  日本郵便. 2019年1月6日閲覧。
4. ↑  “市外局番の一覧”.   総務省. 2019年1月6日閲覧。
5. 1 2  名古屋市役所市民経済局地域振興部住民課町名表示係 (2015年10月21日). “昭和区の町名”.   名古屋市. 2017年5月21日閲覧。
6. ↑  総務省統計局 (2014年3月28日). “平成7年国勢調査の調査結果(e-Stat) - 男女別人口及び世帯数 －町丁・字等” (CSV). 2021年7月20日閲覧。
7. ↑  総務省統計局 (2014年5月30日). “平成12年国勢調査の調査結果(e-Stat) - 男女別人口及び世帯数 －町丁・字等” (CSV). 2021年7月20日閲覧。
8. ↑  総務省統計局 (2014年6月27日). “平成17年国勢調査の調査結果(e-Stat) - 男女別人口及び世帯数 －町丁・字等” (CSV). 2021年7月21日閲覧。
9. ↑  総務省統計局 (2012年1月20日). “平成22年国勢調査の調査結果(e-Stat) - 男女別人口及び世帯数 －町丁・字等” (CSV). 2021年7月21日閲覧。
10. ↑  総務省統計局 (2017年1月27日). “平成27年国勢調査の調査結果(e-Stat) - 男女別人口及び世帯数 －町丁・字等” (CSV). 2021年7月21日閲覧。
11. ↑  “市立小・中学校の通学区域一覧”.   名古屋市 (2018年11月10日). 2019年1月14日閲覧。
12. ↑  “平成29年度以降の愛知県公立高等学校（全日制課程）入学者選抜における通学区域並びに群及びグループ分け案について”.   愛知県教育委員会 (2015年2月16日). 2019年1月14日閲覧。
13. ↑  郵便番号簿 平成29年度版 - 日本郵便. 2019年01月06日閲覧 (PDF)

### 書籍
1. 1 2 3 4 5 6 7 8  名古屋市計画局 1992, p. 800.
2. 1 2 3 4 5 6 7 8 9 10 11  「角川日本地名大辞典」編纂委員会 1989, p. 1458.

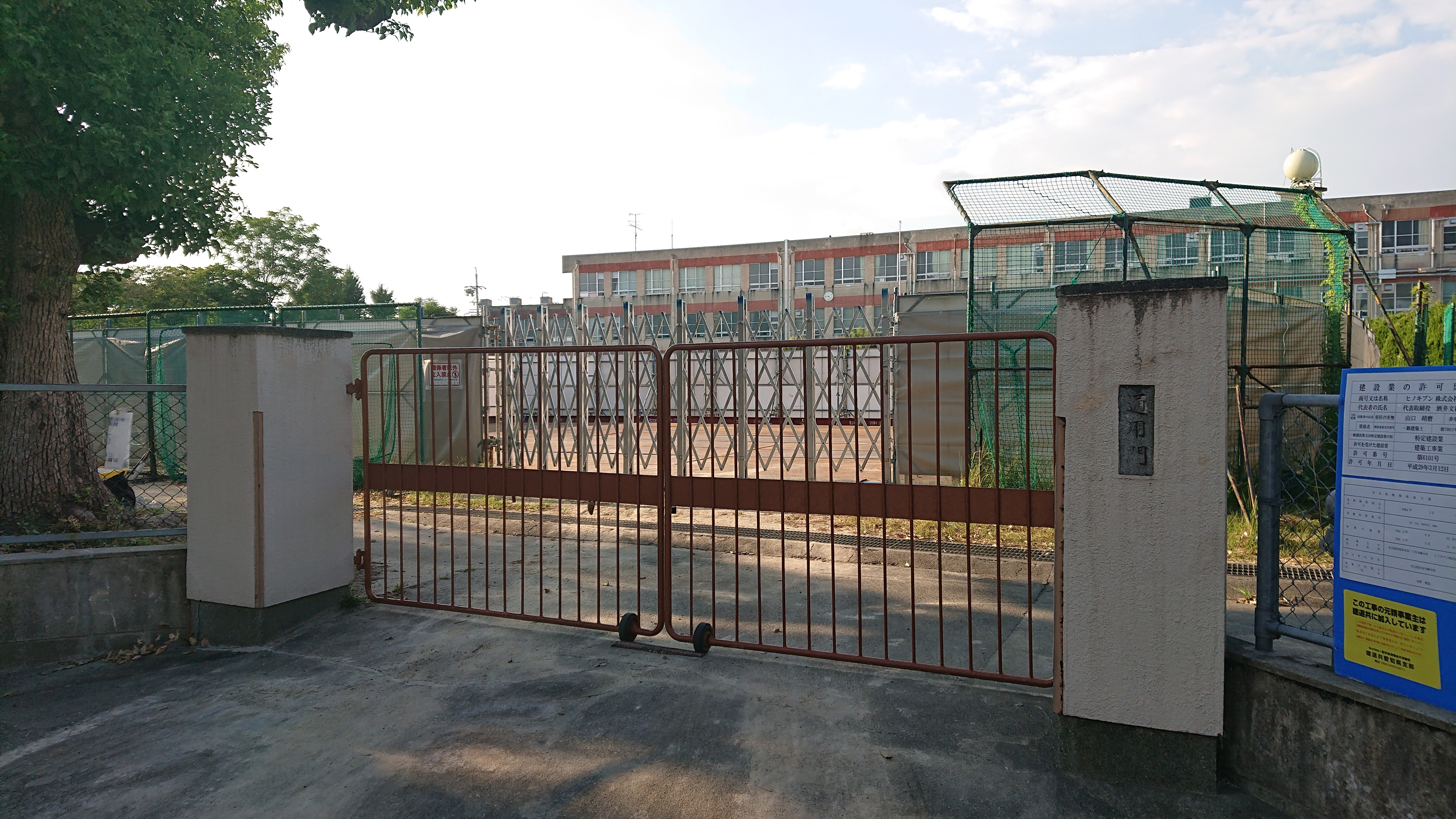
名古屋市立白金小学校

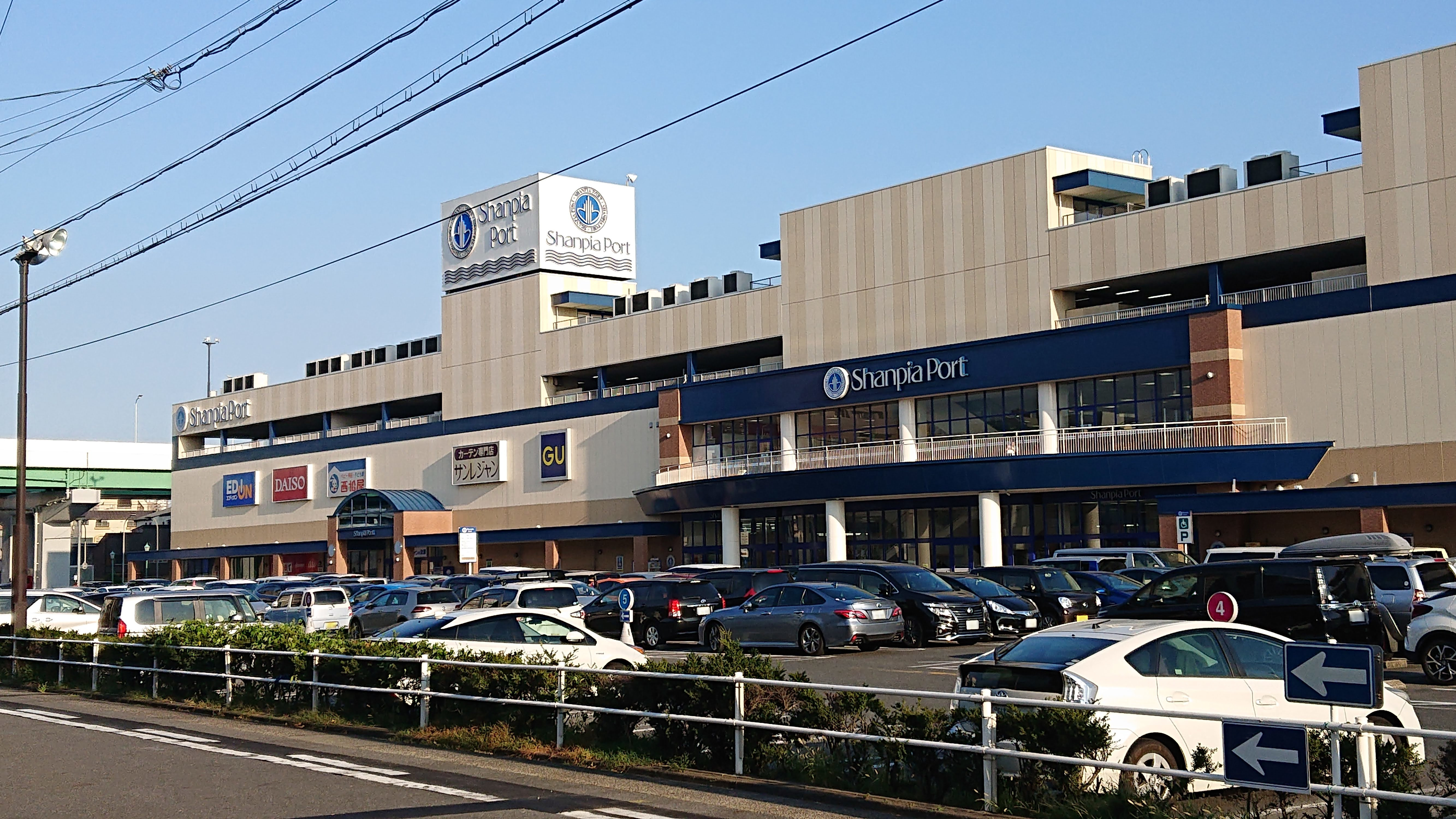
シャンピアポート
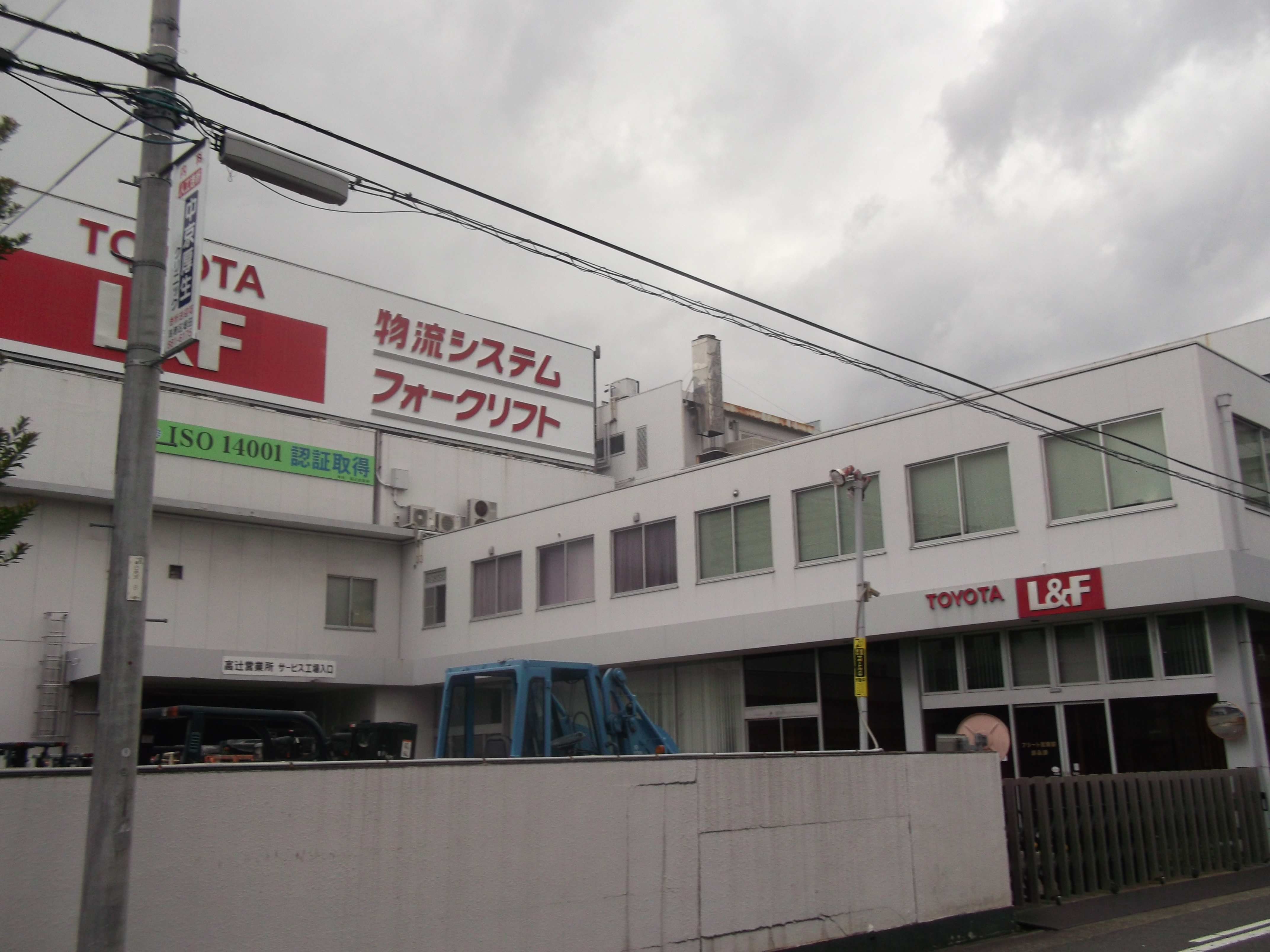
トヨタL&F中部本社
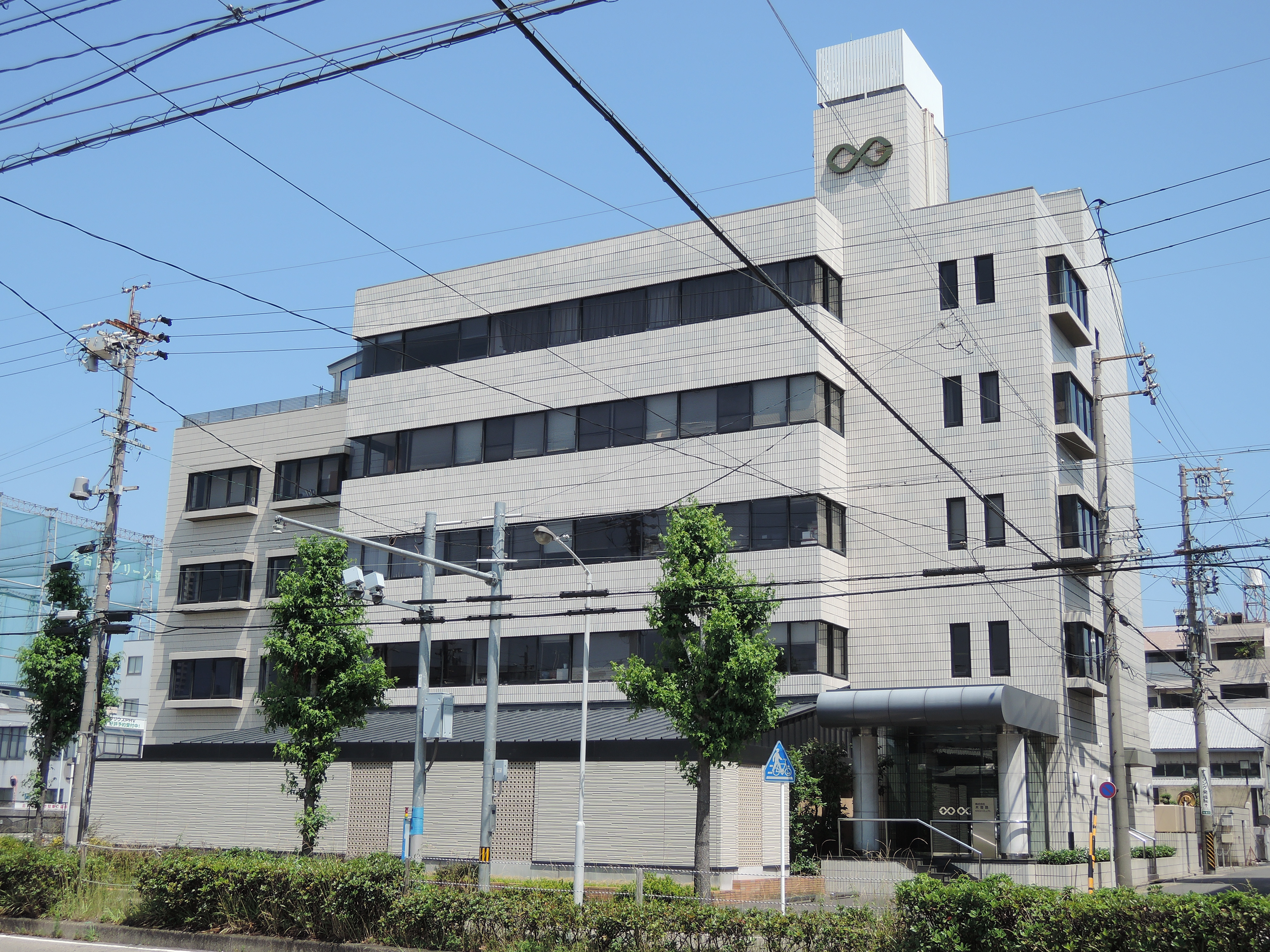
木曽路本社

3. ↑  名古屋市計画局 1992, p. 356.
4. 1 2  蒲郡信用金庫記念誌発行委員会 1998, p. 171.

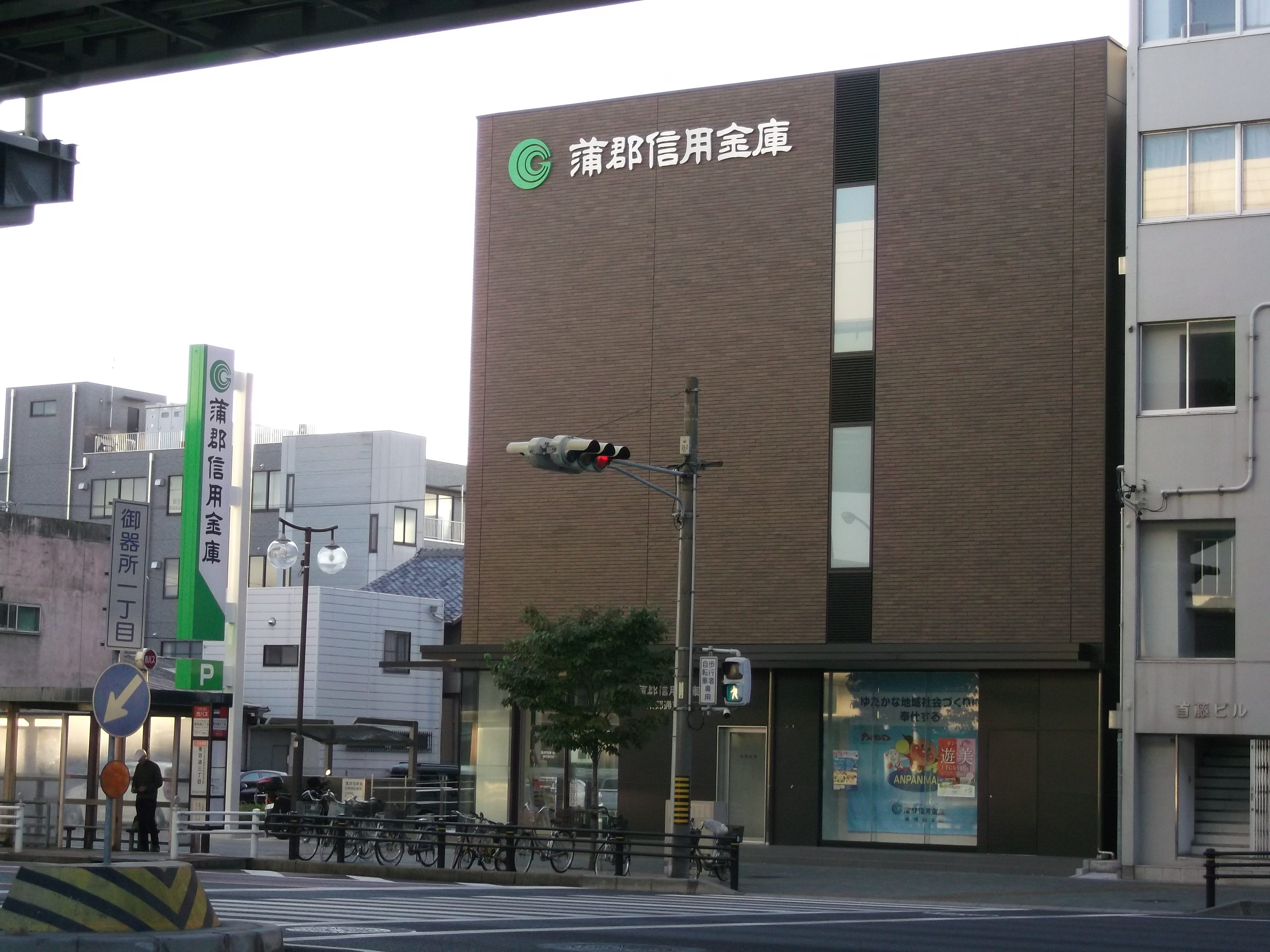
蒲郡信用金庫東郊通支店